# マリア (ブロンディの曲)
「マリア」（Maria）は、ブロンディが1999年に発表した楽曲。バンドの再結成第1弾アルバム『ノー・エグジット』からの先行シングルとしてリリースされた。

## 解説
ブロンディは1982年に一度解散したが、1997年に再結成してライヴ活動を再開し、再結成後としては初の新曲として、本作をリリースした。作詞・作曲は、ブロンディのキーボーディストであるジミー・デストリによる。スチュワート・メイソンは、allmusic.comにおいて、「1965年以降のどの時期に出されたシングルだとしてもおかしくないほど時代を越えたサウンドだが、単にレトロなだけでない。デビー・ハリーの歌は、彼女が1978年以降取り組んできたどの作品よりも活気に満ちており、クレイグ・レオンによるプロダクションはダスティ・スプリングフィールドの昔のシングルのように大仰だが、無駄な虚飾はない」と評している。
シングルのカップリング曲として「マリア」のリミックス・ヴァージョンを収録したものと、ライヴ音源を収録したものがある。本国アメリカでは、総合チャートのBillboard Hot 100では82位止まりだったが、『ビルボード』誌のダンス・チャート（マキシシングル部門）では3位に達した。イギリスでは、「夢みるNo.1」（1980年、原題：The Tide Is High）以来となる全英シングルチャート1位獲得を果たした。

## 収録曲

### ヨーロッパ盤CDシングル1
1. "Maria" (Radio Edit)
2. "Maria" (Talvin Singh Rhythmic Remix)

### ヨーロッパ盤CDシングル2
1. "Maria" (Radio Edit)
2. "Screaming Skin" (Live)
3. "In the Flesh" (Live)

### ヨーロッパ盤12cmCDシングル
1. "Maria" (Radio Edit)
2. "Maria" (Talvin Singh Rhythmic Remix)
3. "Maria" (Soul Solution Remix Radio Edit)
4. "Maria" (Album Version)

### アメリカ盤12cmCDシングル
1. "Maria" (Soul Solution Full Remix)
2. "Maria" (Talvin Singh Remix)
3. "Maria" (Talvin Singh Rhythmic Remix Edit)
4. "Maria" (Album Version)

### アメリカ盤12インチ・シングル
1. "Maria" (Soul Solution Full Remix)
2. "Maria" (Soul Solution Bonus Beats)
3. "Maria" (Talvin Singh Remix)
4. "Maria" (Talvin Singh Rhythmic Remix Edit)
5. "Maria" (Album Version)

## カヴァー

### 映画『カンナさん大成功です!』関連
韓国映画『カンナさん大成功です!』（2006年制作）の劇中で、主演のキム・アジュンが韓国語詞のカヴァーを歌った。キムのヴァージョンは、同作のサウンドトラックCDにも収録されている。
同作が2007年12月に日本公開された際、梨花（CDでの名義はRinka）によるカヴァーが主題歌に起用され、「smile」との両A面シングルとしてもリリースされた。初回限定盤にはDVDも付いている。

#### 収録曲（Rinka「MARIA／smile」）
1. MARIA
  - 作詞・作曲：ジミー・デストリ／日本語詞：Rinka、JUSME／編曲：ats-
  - 映画『カンナさん大成功です!』日本語版主題歌
  - TBS『エンタメキャッチプラス』エンディングテーマ
2. smile
  - 作詞：Rinka、JUSME／作曲：南ヤスヒロ／編曲：ats-
  - カンロ「ピュレグミ」CMソング
3. MARIA (Instrumental)
4. smile (Instrumental)

### その他
- コルビー・キャレイ - 2010年、リーバイスの企画によるカヴァー・プロジェクト「Levi's Pioneer Sessions」で、この曲のカヴァーを録音した[12]。